# ダヴィッド・ディ・ドナテッロ オリジナル脚本賞
ダヴィッド・ディ・ドナテッロ　オリジナル脚本賞（David di Donatello per la migliore sceneggiatura originale）は、ダヴィッド・ディ・ドナテッロ賞の部門の一つ。2017年、脚本賞に代わって脚色賞とともに設置された。 

## 受賞者と候補者一覧
太字が受賞者。

### 2010年代
- 2017年
  - ニコラ・グアリャノーネ、バルバラ・ペトロニオ、エドアルド・デ・アンジェリス（『切り離せないふたり』）
  - クラウディオ・ジョヴァンネージ、フィリッポ・グラヴィーノ、アントネッラ・ラッタンズィ（『花咲く恋』）
  - ミケーレ・アストリ、ピエルフランチェスコ・ディリベルト、マルコ・マルターニ（『愛のために戦地へ』）
  - パオロ・ヴィルズィ、フランチェスカ・アルキブージ（『歓びのトスカーナ』）
  - ロベルト・アンドー、アンジェロ・パスクイーニ（『修道士は沈黙する』）
  - フィリッポ・グラヴィーノ、フランチェスカ・マニエーリ、マッテオ・ロヴェーレ（『ゴッド・スピード・ユー！』）

- 2018年
  - スザンナ・ニッキャレッリ（『Nico, 1988』）
  - ジョナス・カルピニャーノ（『チャンブラにて』）
  - マネッティ・ブラザーズ、ミケランジェロ・ラ・ネーヴェ（『愛と銃弾』）
  - ドナート・カッリージ（『霧の中の少女』）
  - フランチェスコ・ブルーニ（『君が望むものはすべて』）

- 2019年
  - ウーゴ・キーティ、マッシモ・ガウディオーゾ、マッテオ・ガッローネ（『ドッグマン』）
  - フランチェスカ・マルチャーノ、ヴァリア・サンテッラ、ヴァレリア・ゴリーノ（『幸せな感じ』）
  - ファビオ＆ダミアーノ・ディンノチェンツォ（『La terra dell'abbastanza』）
  - アリーチェ・ロルヴァケル（『幸福なラザロ』）
  - アレッシオ・クレモニーニ、リーザ・ヌル・スルタン（『Sulla mia pelle』）

### 2020年代
- 2020年
  - マルコ・ベロッキオ、ルドヴィーカ・ランポルディ、ヴァリア・サンテッラ、フランチェスコ・ピッコロ（『シチリアーノ　裏切りの美学』）
  - パイム・ブイヤン、ヴァネッサ・ピッカレッリ（『Bangla』）
  - フィリッポ・グラヴィーノ、フランチェスカ・マニエーリ、マッテオ・ロヴェーレ（『ザ・グレイテスト・キング』）
  - ジャンニ・ロモーリ、シルヴィア・ランファーニ、フェルザン・オズペテク（『幸運の女神』）
  - ヴァレリオ・ミエーリ（『憶えてる？』）
- 2021年
  - マッティア・トッレ（『こどもたち』）
  - フランチェスコ・ブルーニ、キム・ロッシ・スチュアート（『きっと大丈夫』）
  - ファビオ＆ダミアーノ・ディンノチェンツォ（『悪の寓話』）
  - ピエトロ・カステッリット（『略奪者たち』）
  - ジョルジョ・ディリッティ、タニア・ペドローニ、フレード・ヴァッラ（『私は隠れてしまいたかった』）
- 2022年
  - レオナルド・ディ・コスタンツォ、ブルーノ・オリヴィエーロ、ヴァリア・サンテッラ（『内なる檻』）
  - ジョナス・カルピニャーノ（『キアラへ』）
  - パオロ・ソレンティーノ（『Hand of God -神の手が触れた日』）
  - ニコラ・グアリャノーネ、ガブリエーレ・マイネッティ（『フリークスアウト』）
  - マリオ・マルトーネ、イッポーリタ・ディ・マヨ（『笑いの王』）
- 2023年
  - ロベルト・アンドー、ウーゴ・キーティ、マッシモ・ガウディオーゾ（『奇妙なこと』）
  - ジャンニ・ディ・グレゴリオ、マルコ・ペッテネッロ （『Astolfo』）
  - スザンナ・ニッキアレッリ（『キアラ』）
  - マルコ・ベロッキオ、ステファノ・ビセス、ルドヴィーカ・ランポルディ、ダヴィデ・セリーノ（『夜の外側 イタリアを震撼させた55日間』）
  - ジャンニ・アメリオ、エドアルド・ペッティ、フェデリーコ・ファーヴァ（『蟻の王』）
  - エマヌエーレ・クリアレーゼ、フランチェスカ・マニエーリ、ヴィットリオ・モローニ（『無限の広がり』）
- 2024年
  - フリオ・アンドレオッティ、ジュリア・カレンダ、パオラ・コルテッレージ（『まだ明日がある』）
  - フランチェスカ・マルチャーノ、ナンニ・モレッティ、フェデリーカ・ポントレーモリ、ヴァリア・サンテッラ（『チネチッタで会いましょう』）
  - マッテオ・ガッローネ、マッシモ・ガウディオーゾ、マッシモ・チェッケリーニ、アンドレア・タリアフェッリ（『僕はキャプテン』）
  - アリーチェ・ロルヴァケル、マルコ・ペッテネッロ、カルメラ・コヴィーノ（『墓泥棒と失われた女神』）
  - マウリツィオ・ブラウッチ、ミケーレ・リオンディーノ（『Palazzina Laf』）